# Dyppeln (Ingarö socken, Uppland)
Dyppeln är en sjö i Värmdö kommun i Uppland och ingår i Norrström-Tyresåns kustområde. Sjön är 4,9 meter djup, har en yta på 0,0001 kvadratkilometer och är belägen 20 meter över havet.